# Nailea Norvind
Nailea Norvind (Ciudad de México, 16 de febrero de 1970) es una actriz mexicana.

## Biografía y carrera
Su carrera comenzó en 1982, y desde entonces ha aparecido en todo tipo de proyectos que van desde telenovelas infantiles, series de televisión, películas independientes, programas de variedades y obras de teatro. Tiene dos hijas, las también actrices Naian González Norvind y Tessa Ía. 

### Vida personal
En septiembre de 2021, se declaró abiertamente bisexual, además de compartir que Eva Norvind, su madre, también lo era, añadiendo que el hablar sobre la sexualidad no era un tema tabú en su casa.

## Filmografía

### Cine
- El triángulo diabólico de las Bermudas (1978) - Muñeca diabólica
- Gaby: Una historia verdadera (1987) - Terry
- Atlantis: El imperio perdido (2001) - Princesa Kida (Doblaje)
- Zapata's Gold (2005)
- La otra familia (2011) - Nina Cabrera
- Después de Lucía (2012)
- El incidente (2014) - Sandra
- Chronic (2015) - Laura
- El club de los idealistas (2020) - Abigail[4]
- Manto de Gemas (2022) - Isabel

### Telenovelas
- Chispita (1982-1983) - Sara
- Guadalupe (1984) - Nani
- Pobre juventud (1986-1987) - Gaby
- Quinceañera (1987-1988) - Leonor
- Encadenados (1988-1989) - Mariela
- Lo blanco y lo negro (1989) - Selma Alcázar
- Cuando llega el amor (1989-1990) - Alejandra Contreras
- Preciosa (1998) - Valeria San Roman de Santander
- Amor gitano (1999) - Isabel "Isa" Valenti
- Abrázame muy fuerte (2000-2001) - Débora Falcón de Rivero
- Amigas y rivales (2001) - Paula Morell
- Mujer de madera (2004-2005) - Viviana Palomares
- Rebelde (2005) - Marina Cáceres de Colucci
- Cuidado con el ángel (2008-2009) - Viviana Mayer de San Román
- Para volver a amar (2010-2011) - Valeria Andrade de Longoria / Marleni Lagos
- Abismo de pasión (2012) - Begoña de Tovar[5][6]
- Muchacha italiana viene a casarse (2014-2015) - Federica Ángeles[7][8]
- La candidata (2016-2017) - Teresa Rivera de Martínez
- Cuna de lobos (2019) - Ámbar Reyes Antúnez de Larios[9]
- Amarres (2021) - Roberta[10]
- Vencer la ausencia (2022) - Flavia Vilchis[11]

### Programas
- Cachún cachún ra ra! (1985-1987) - Aída
- Papá soltero (1988) - Lucy
- Derbez en cuando (1998) - Teresa "Teresita"
- Diseñador de ambos sexos (2001)
- Mujer, casos de la vida real (2001)
- La guerra de los sexos (2001)
- Big Brother (2002) - Participante
- XHDRBZ (2002) - Rosaura
- Central de abasto (2006) - Madre de Paco
- Mujeres asesinas (2008) - Martha Jiménez "Martha, asfixiante"[12]
- Tiempo final (2009) - Sonia
- Capadocia (2010) - Diane Brighton
- Hermanos y detectives (2010) - Isabel
- Como dice el dicho (2011) - Sandra
- Sr. Ávila (2013-2016) - María Ávila[13]
- Crónica de castas (2014) - Elena

### Teatro
- Muerte súbita, de Sabina Berman, bajo la dirección de Francisco Franco[14] y de Jorge Estévez (1999)[15] -
- Opción múltiple (2004) - Adalgisa
- Eduardo II (2009)
- La inauguración (2011) - Vera
- Los corderos (2013) - Yayi
- Hamlet (2015) - Gertrudis[16]

## Premios y nominaciones

### Premios TVyNovelas
| Año  | Categoría           | Telenovela           | Resultado |
| ---- | ------------------- | -------------------- | --------- |
| 1988 | Mejor villana joven | Quinceañera          | Ganadora  |
| 1990 | Mejor villana       | Cuando llega el amor | Nominada  |
| 2001 | Mejor villana       | Abrázame muy fuerte  | Ganadora  |
| 2017 | Mejor villana       | La candidata         | Nominada  |

### Premios Ariel
| Año  | Categoría                  | Telenovela      | Resultado |
| ---- | -------------------------- | --------------- | --------- |
| 2012 | Mejor coactuación femenina | La otra familia | Nominada  |

### Premios People en Español
| Año  | Categoría                | Programa/Telenovela | Resultado |
| ---- | ------------------------ | ------------------- | --------- |
| 2011 | Mejor Actriz             | Para volver a amar  | Nominada  |
| 2011 | Mejor Actuación en Serie | Capadocia           | Nominada  |

### Premios Eres
| Año  | Categoría              | Telenovela           | Resultado |
| ---- | ---------------------- | -------------------- | --------- |
| 1991 | Mejor actriz coestelar | Cuando llega el amor | Nominada  |